# Bolet des bouviers
Suillus bovinus
Ne doit pas être confondu avec Cèpe des pins.
Espèce
Statut de conservation UICN

 LC  : Préoccupation mineure
Suillus bovinus, le Bolet des bouviers, autrefois Boletus bovinus, est un champignon basidiomycète du genre Suillus placé dans la famille des Suillaceae. Il est caractérisé par ses amples pores anguleux.

## Taxonomie
Le nom correct complet (avec auteur) de ce taxon est Suillus bovinus (L.) Roussel.
L'espèce a été initialement classée dans le genre Boletus sous le basionyme Boletus bovinus L..

### Synonymes
Suillus bovinus a pour synonymes :
- Agaricus bovinus (L.) Lam.
- Boletus aestivus Schlotterb.
- Boletus bovinus Fr.
- Boletus bovinus L.
- Boletus congoensis (Beeli) Heinem.
- Boletus mitis Moug.
- Boletus mitis Pers.
- Boletus recedens Britzelm.
- Caloporus viscosus (Pers.) Quél., 1886
- Ixocomus bovinus var. mitis (Krombh.) Quél.
- Ixocomus bovinus (L.) Quél.
- Ixocomus mitis (Pers.) Quél.
- Mariaella bovina (L.) Šutara
- Polyporus viscosus Pers., 1825
- Suillus bovinus (Fr.) O.Kunze
- Suillus bovinus (L.) Kuntze
- Viscipellis bovina (L.) Quél.

### Étymologie

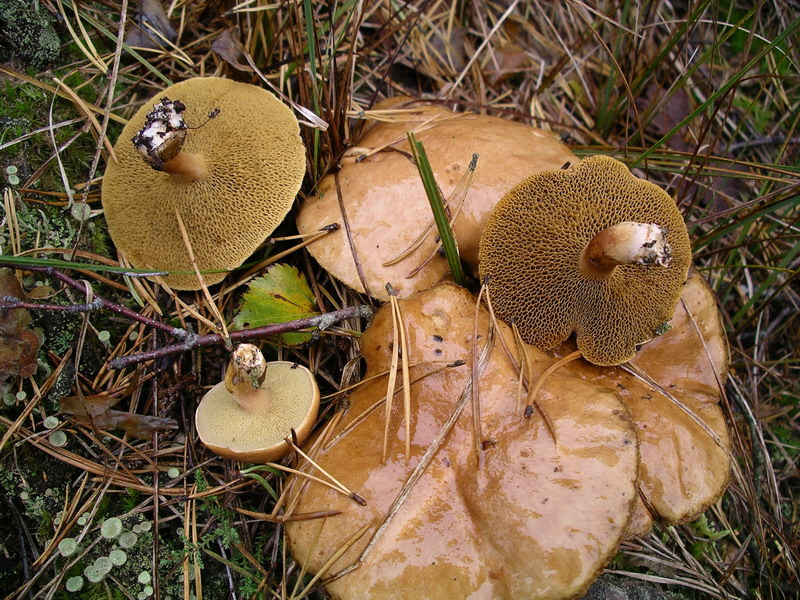
Collection de sporophores de S. bovinus en Lithuanie.

L’origine du nom du Bolet des bouviers puise dans l’histoire médiévale et reflète les connotations sociales de sa consommation. Sa réputation de champignon de qualité médiocre le réservait principalement à la classe des bouviers, c’est-à-dire les travailleurs agricoles ou la classe ouvrière, qui le consommaient faute de mieux.

### Noms vulgaires et vernaculaires
Ce taxon porte en français le nom vernaculaire ou normalisé suivant : Bolet des bouviers,.
Le Bolet des bouviers est parfois nommé à tort "Cèpe des pins", mais le Cèpe des pins est une tout autre espèce ; Boletus pinophilus.

## Description du sporophore

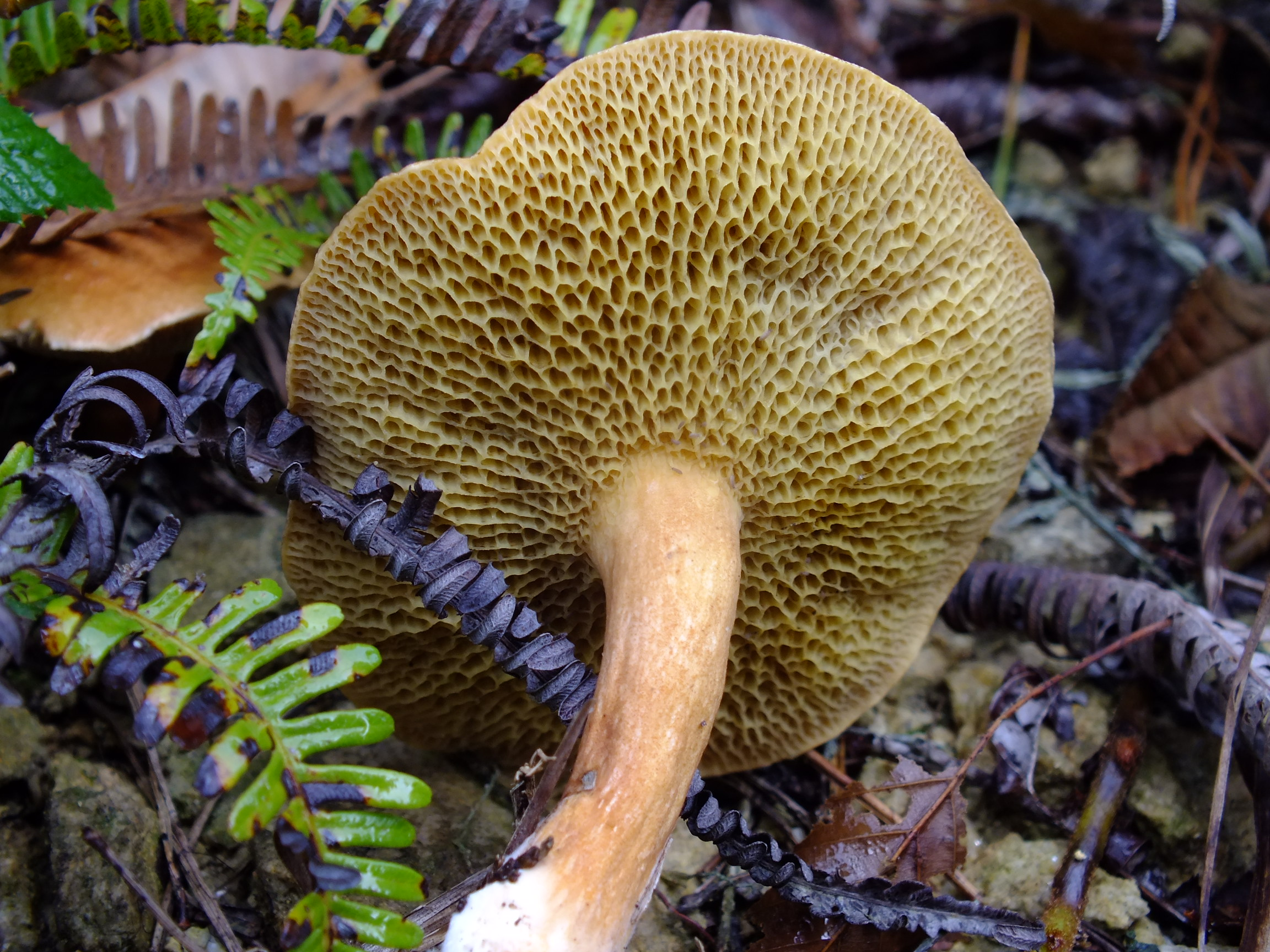
Pores amples et anguleux sous le chapeau de S. bovinus.

Les bolets sont des champignons dont l’hyménophore, constitué de tubes et terminés par des pores, se sépare facilement de la chair du chapeau. Ce chapeau d'abord rond, recouvert d'une cuticule, devient convexe à mesure qu’il vieillit. Ils ont un pied (stipe) central assez épais et une chair compacte. Les caractéristiques de S. bovinus sont les suivantes :
Son chapeau mesure 4 à 10 cm, il est visqueux, brun-jaune à beige parfois nuancé de rose, parfois avec une marge blanchâtre.
L'hyménophore présente des tubes jaunes puis jaune olivacé à beige. Ses pores sont très amples, anguleux, composés, ayant tendance à s'aligner dans le sens radial chez les adultes, concolores aux tubes et plus sombres à la fin.
Son stipe mesure 3 à 10 cm x 0,5 à 2 cm, il est lisse, beige, brun ocre clair.
La chair est molle, crème, parfois jaunâtre à fauve dans le pied, élastique et bleuissant parfois un peu. Sa saveur est douce et son odeur est faible, parfois légère de scléroderme. Elle rosit à la cuisson.
Son mycélium est parfois rose. Sa sporée est brun olive. Il pousse souvent en touffes ou en troupes.

### Caractéristiques microscopiques
Ses spores sont elliptiques, lisses, jaunâtres à paroi épaisse, mesurant 7,5 à 9,5 µm x 2,5-4 µm. Les basides sont clavées, tétrasporiques, non bouclées. Cheilo et pleurocystides peu fréquentes, cylindriques clavées, hyalines, ornées de cristaux brunâtres épars. La cuticule est faite d'hyphes plus ou moins parallèles enchevêtrées, gélifiées aux cloisons rares non bouclées.

## Galerie

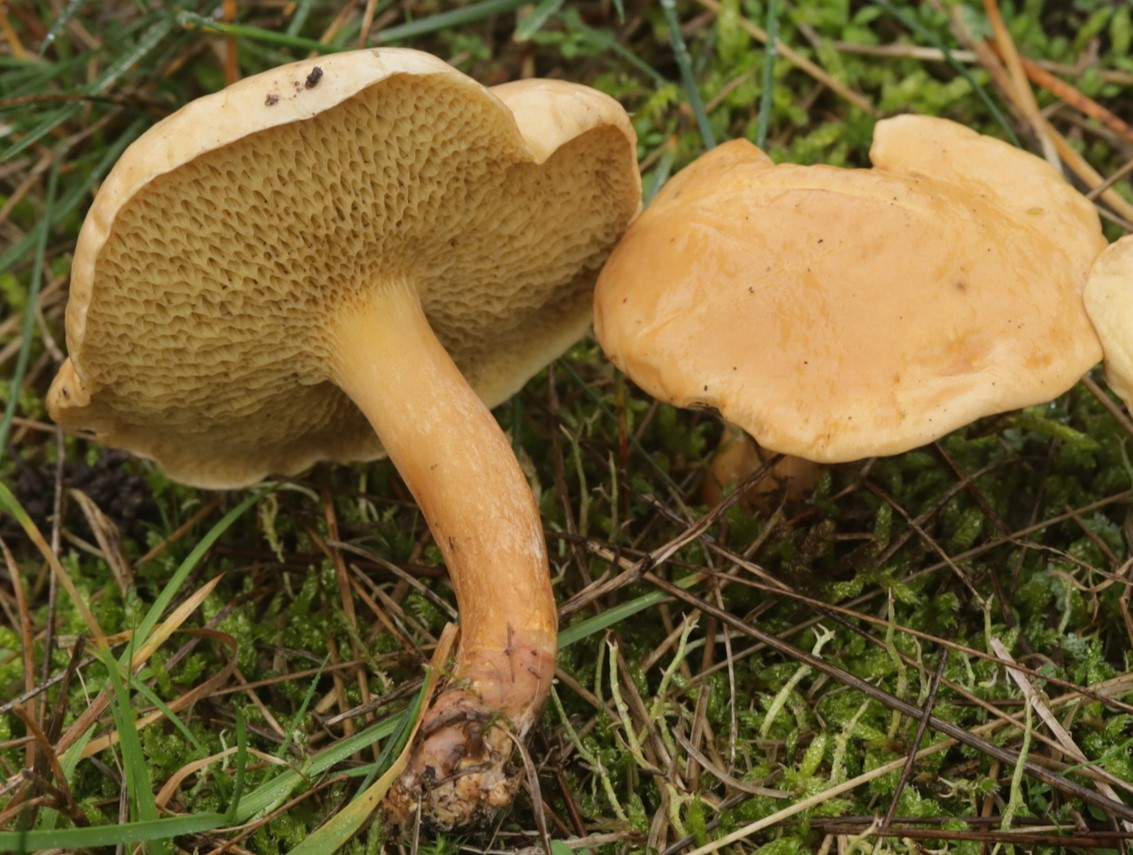
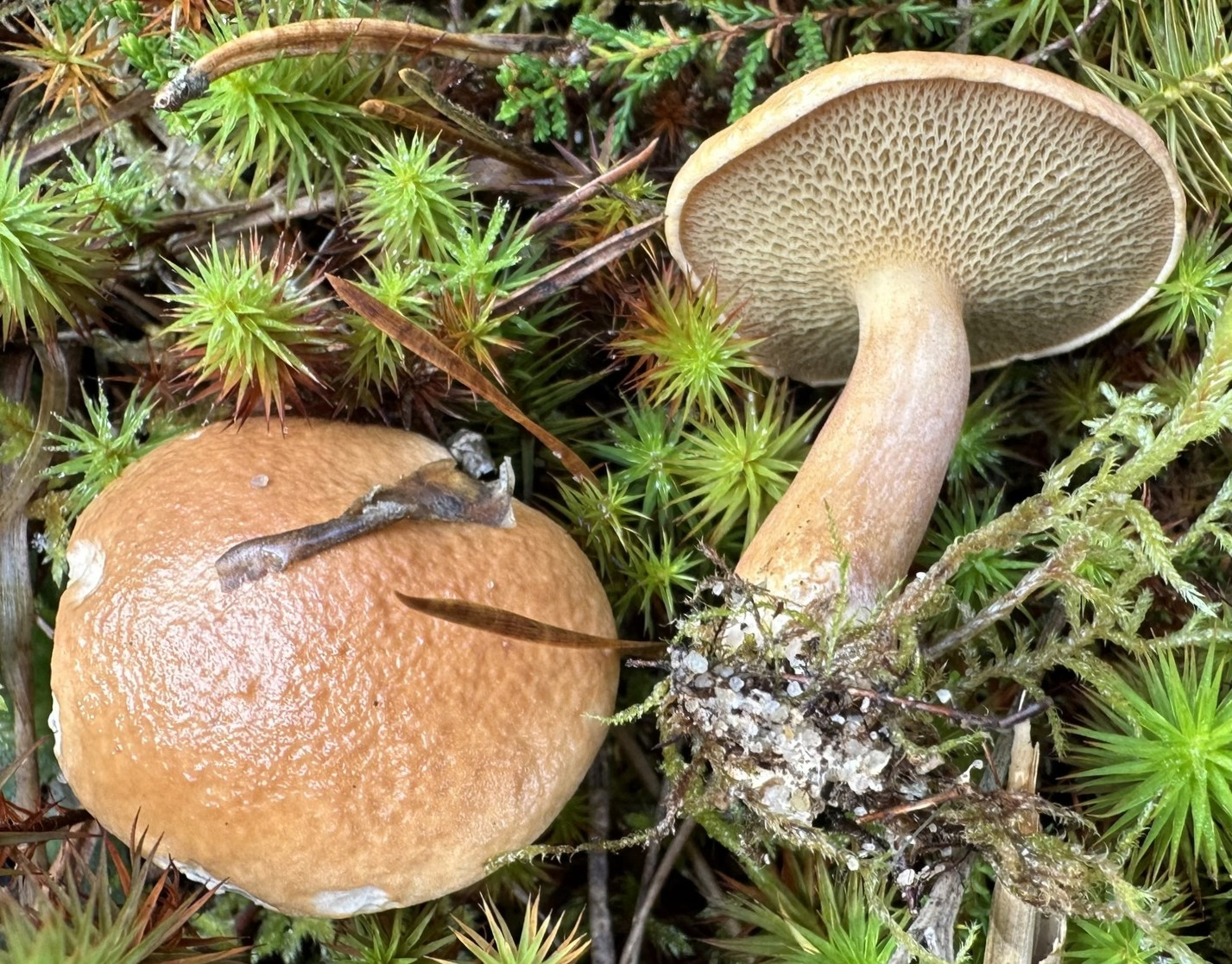
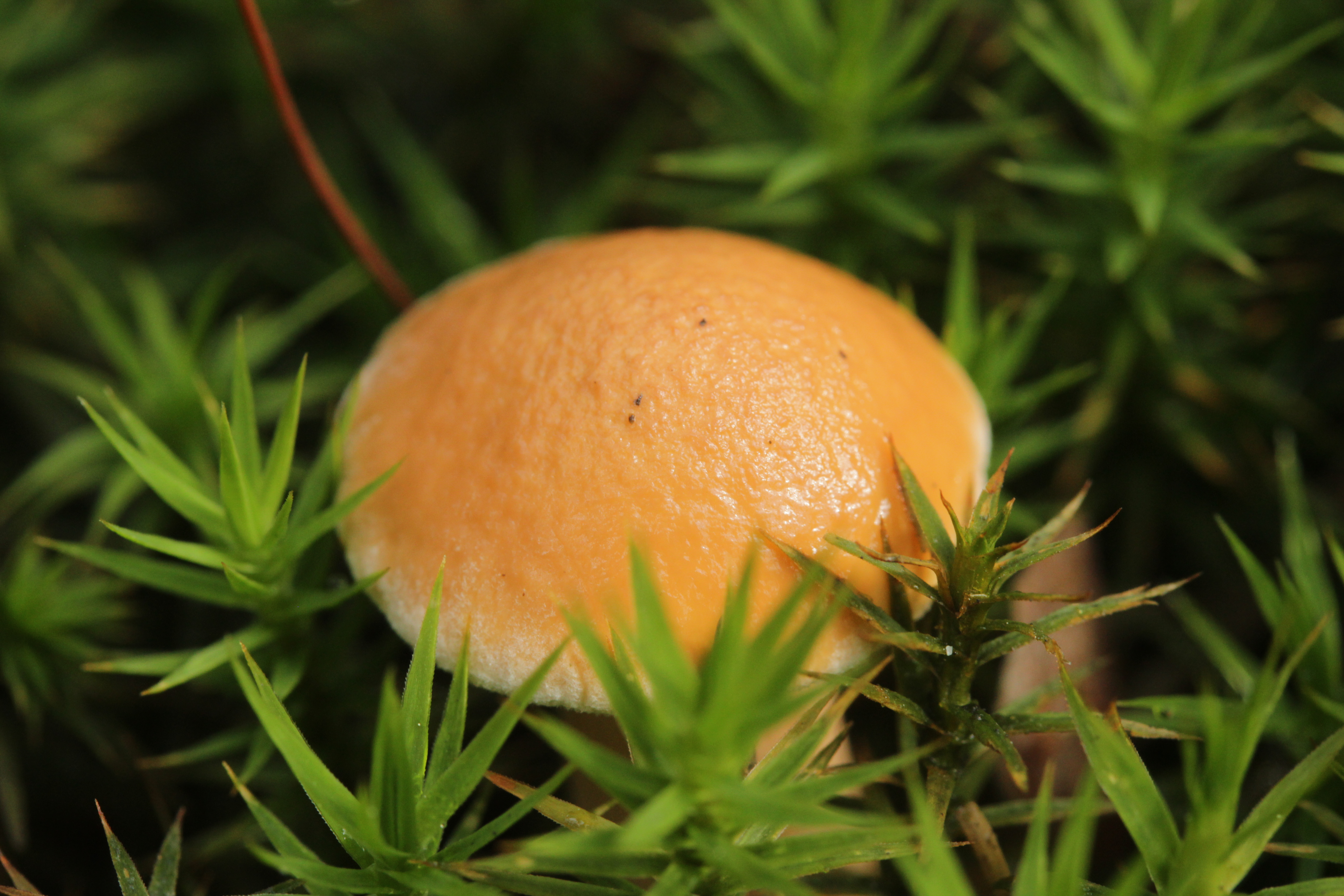
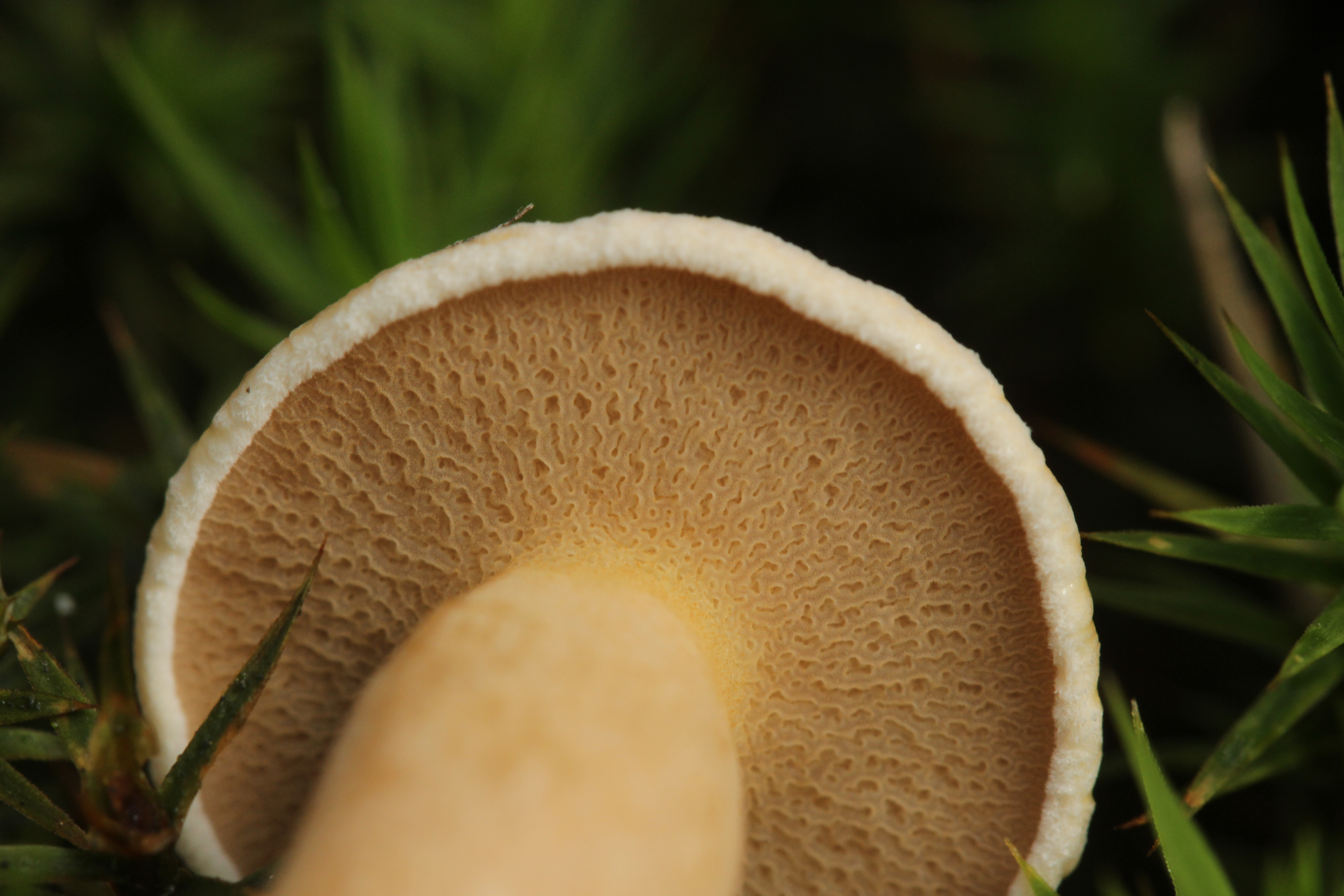
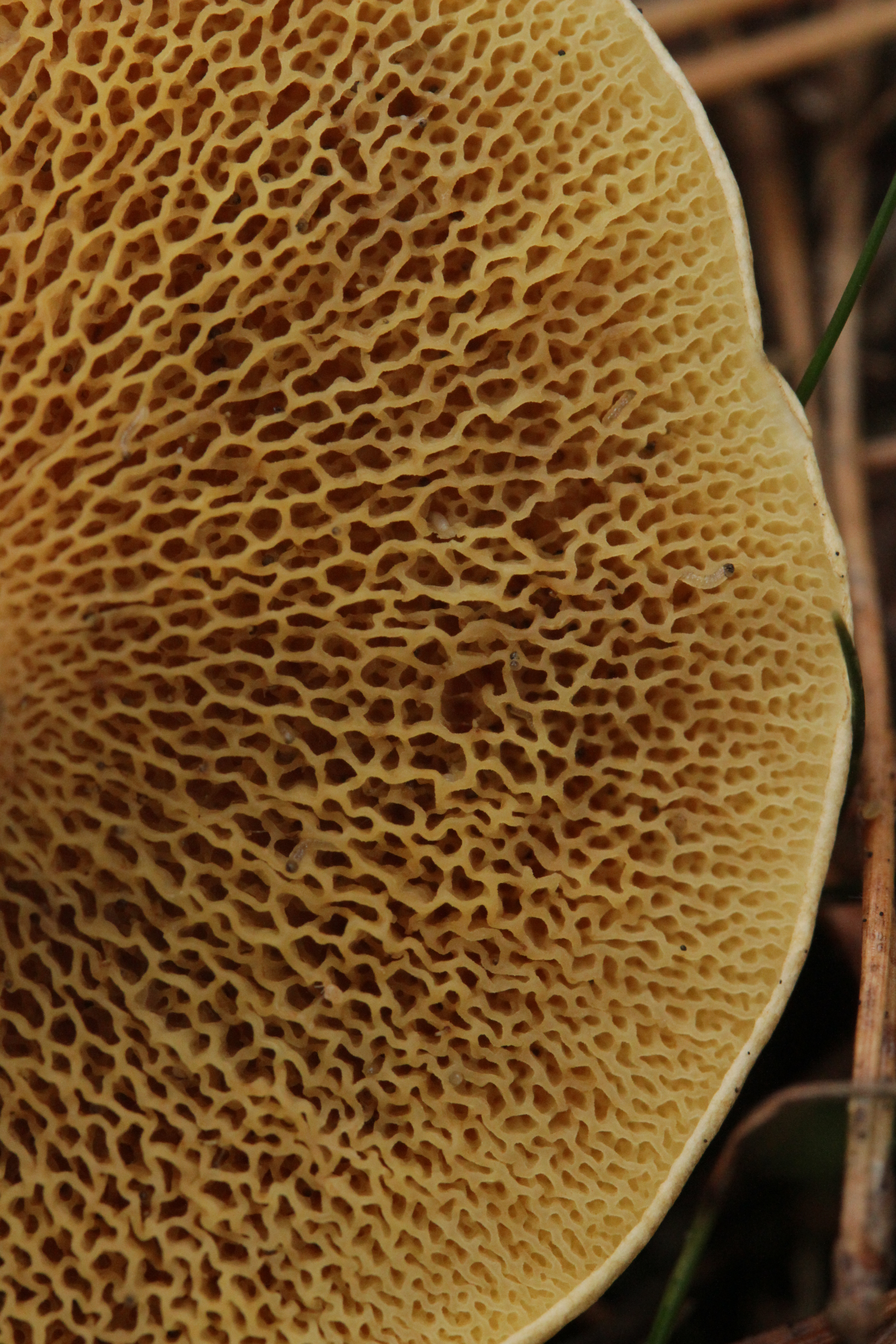
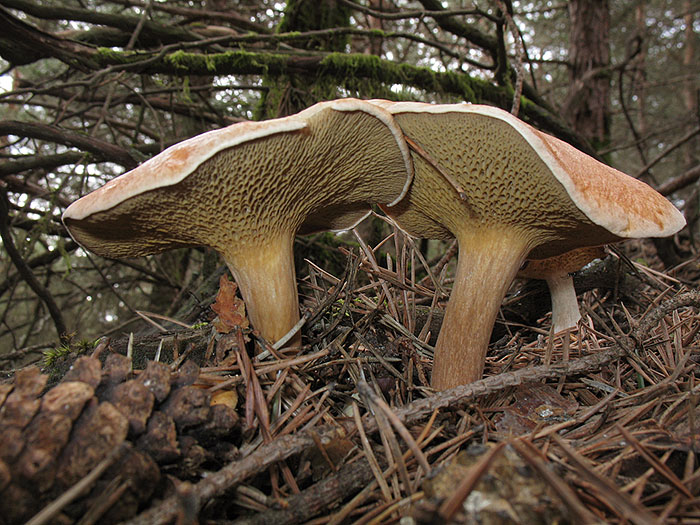
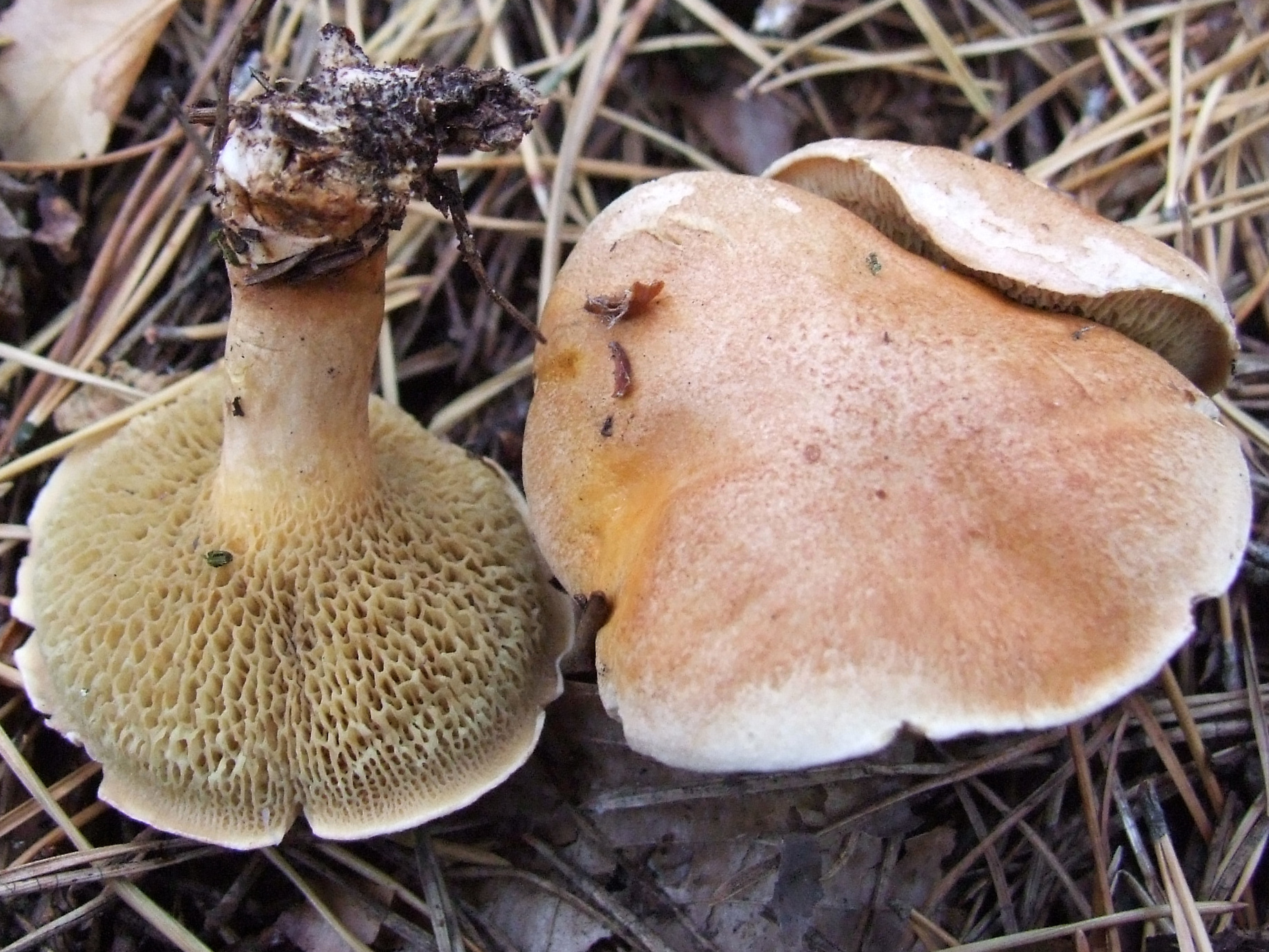
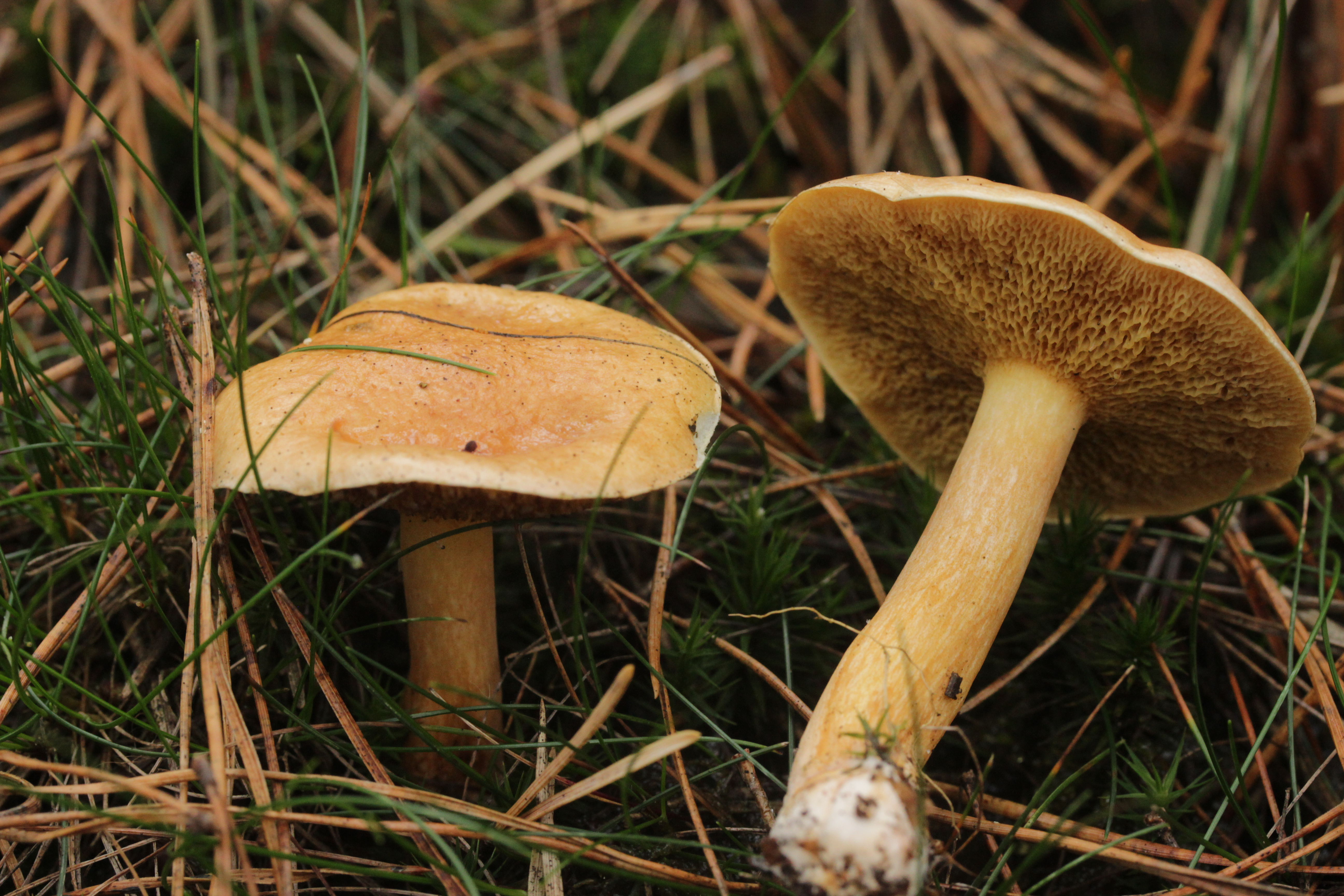
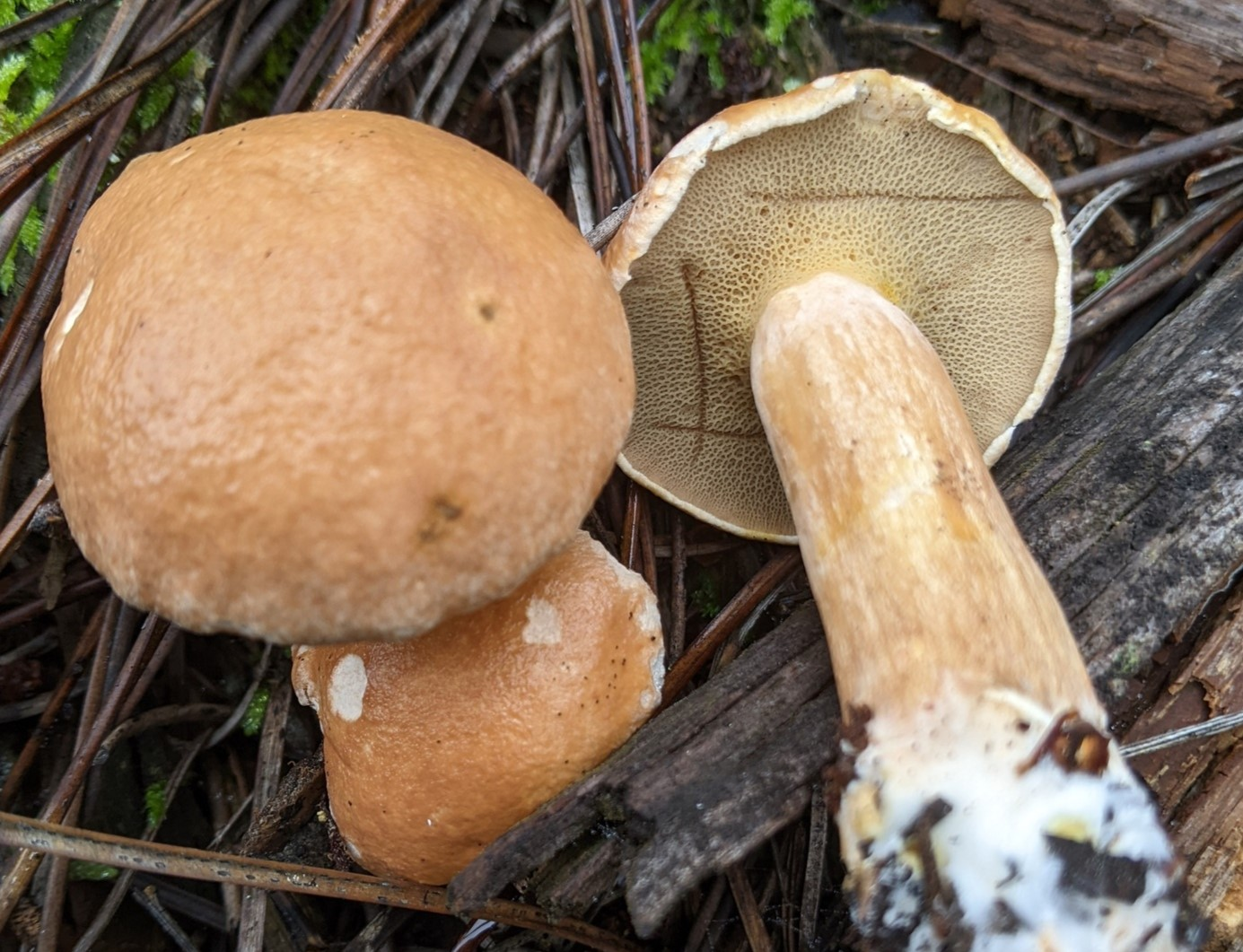
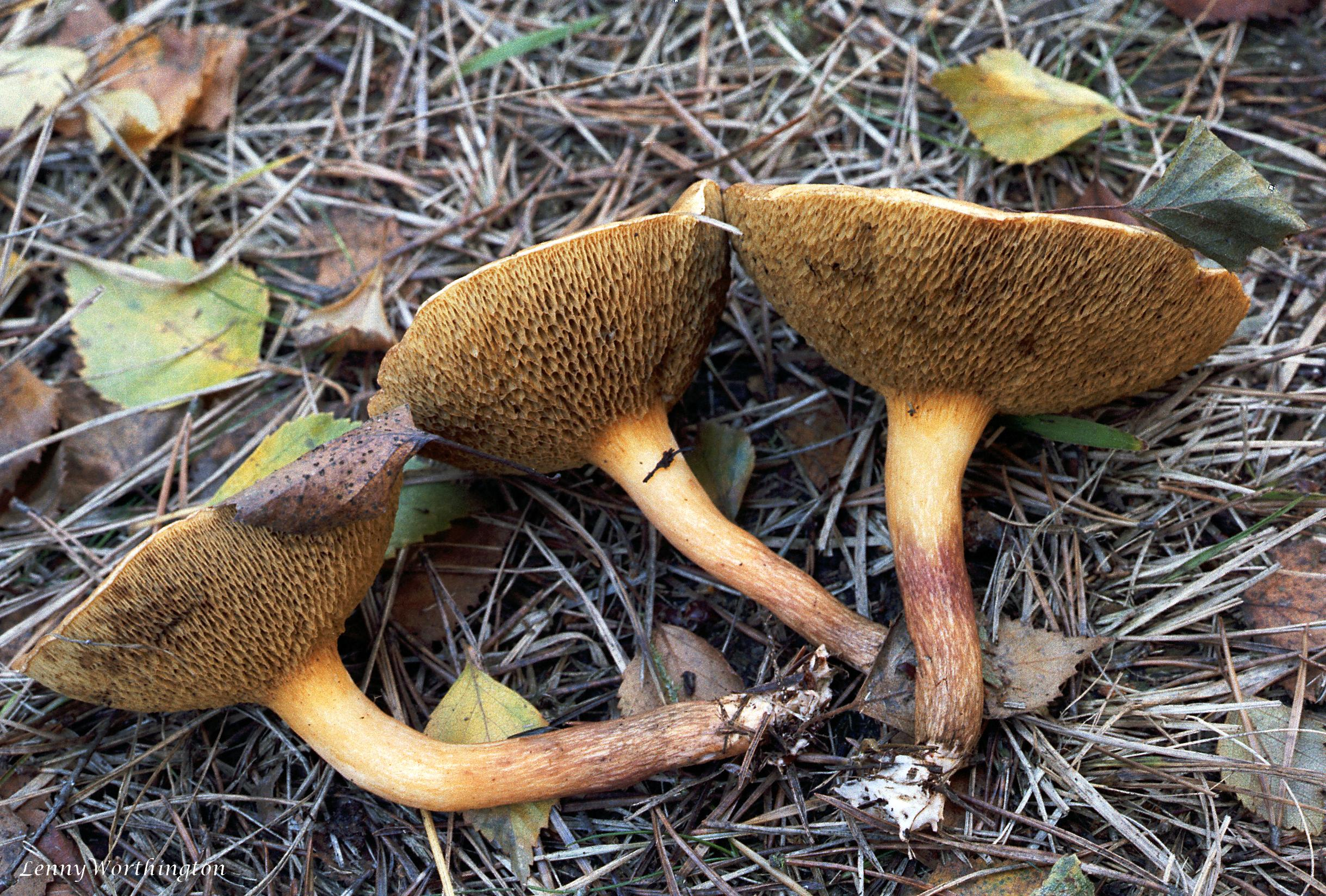
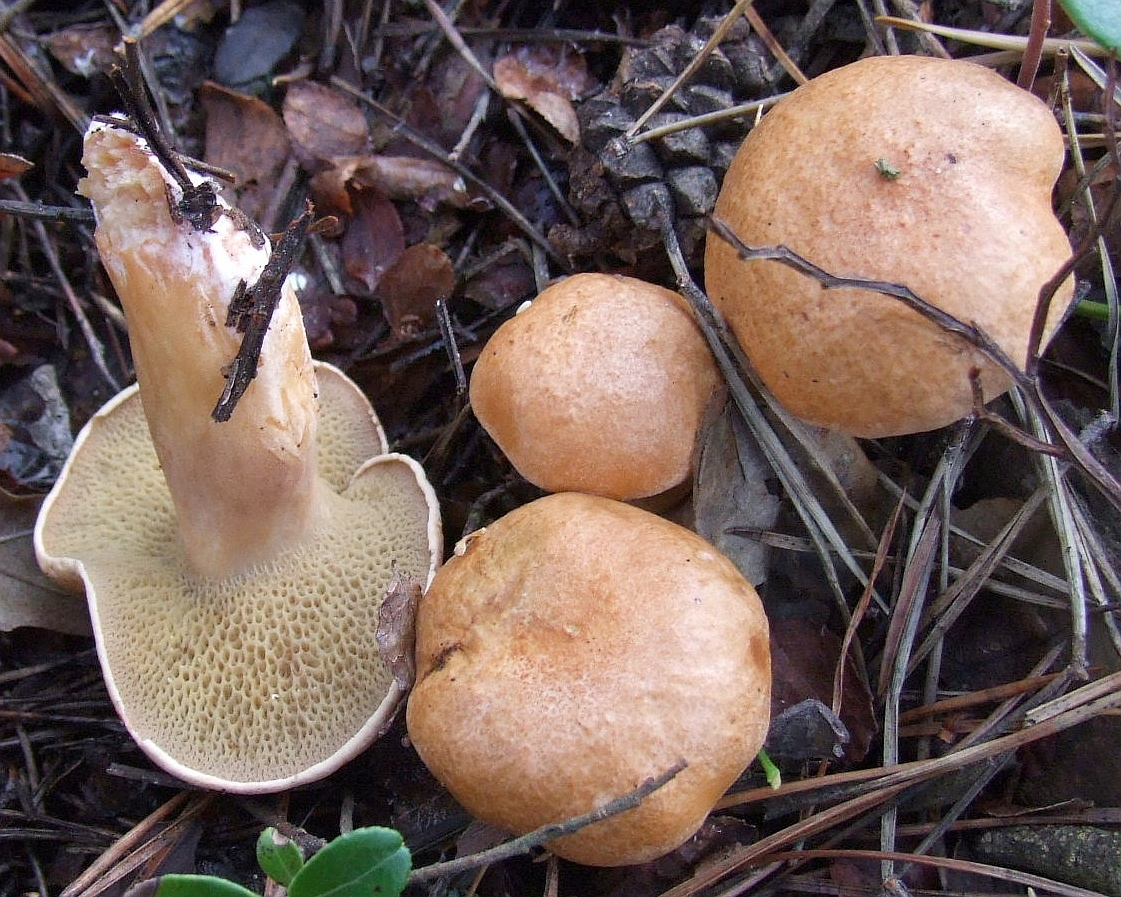
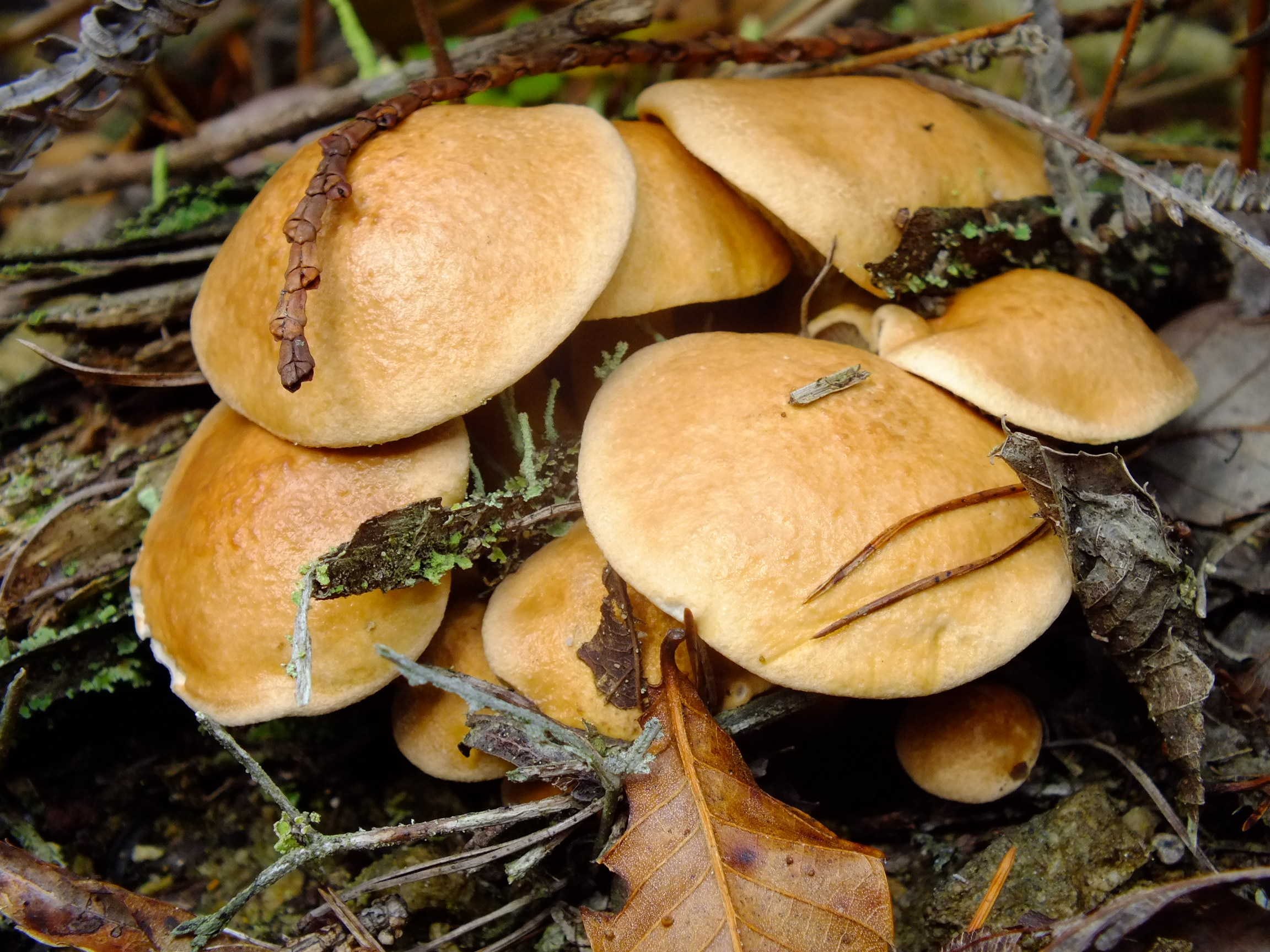
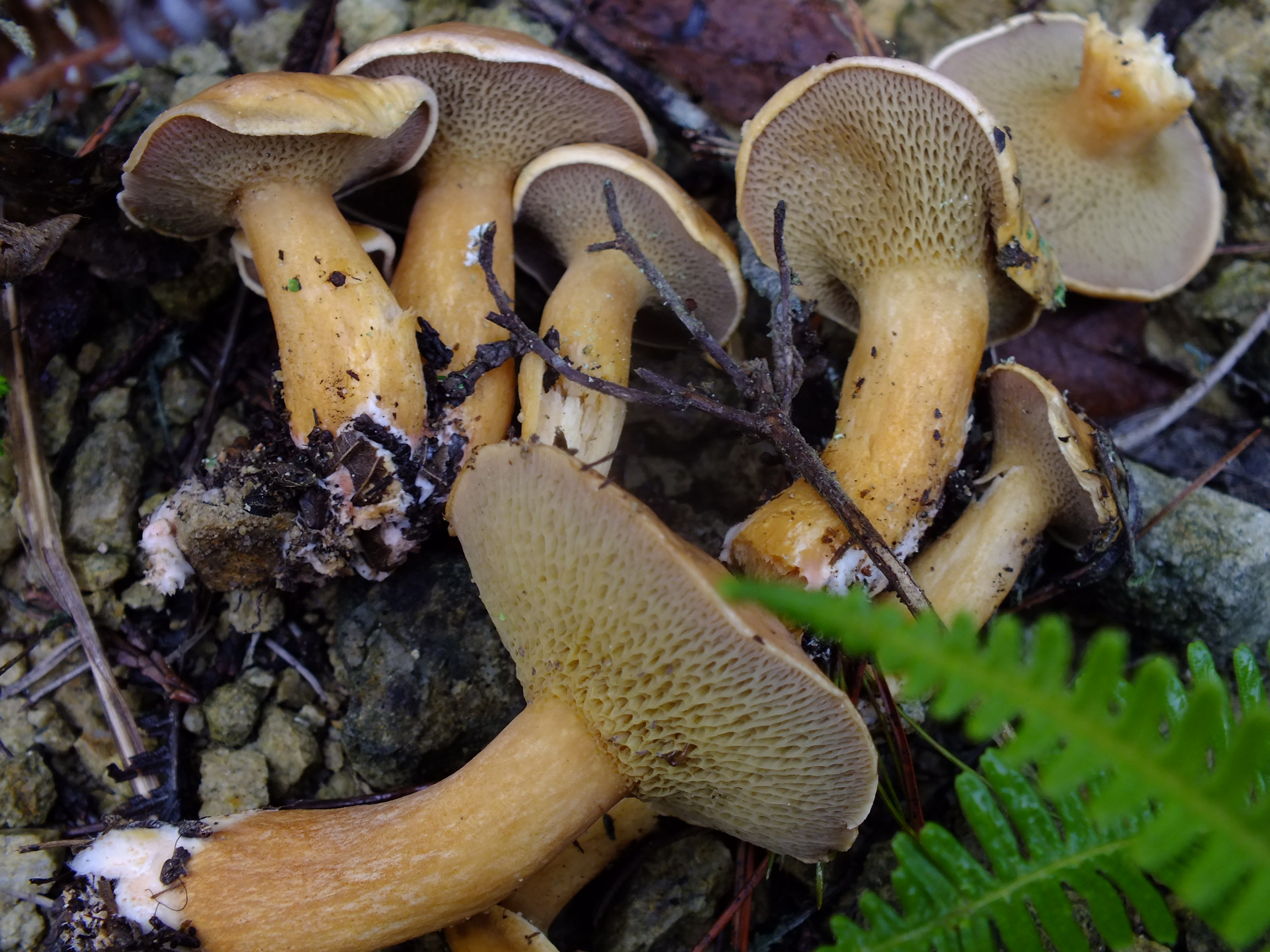
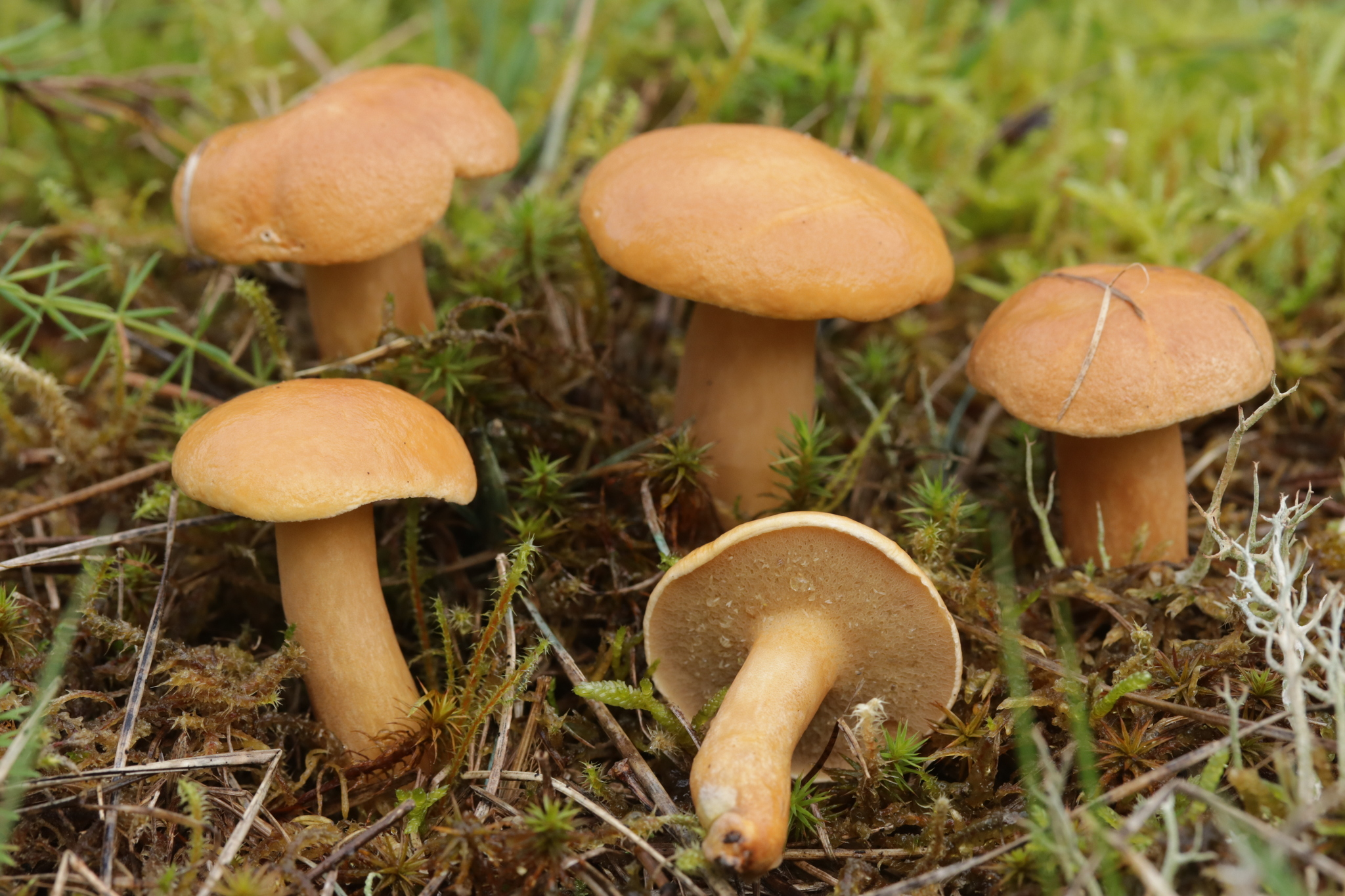
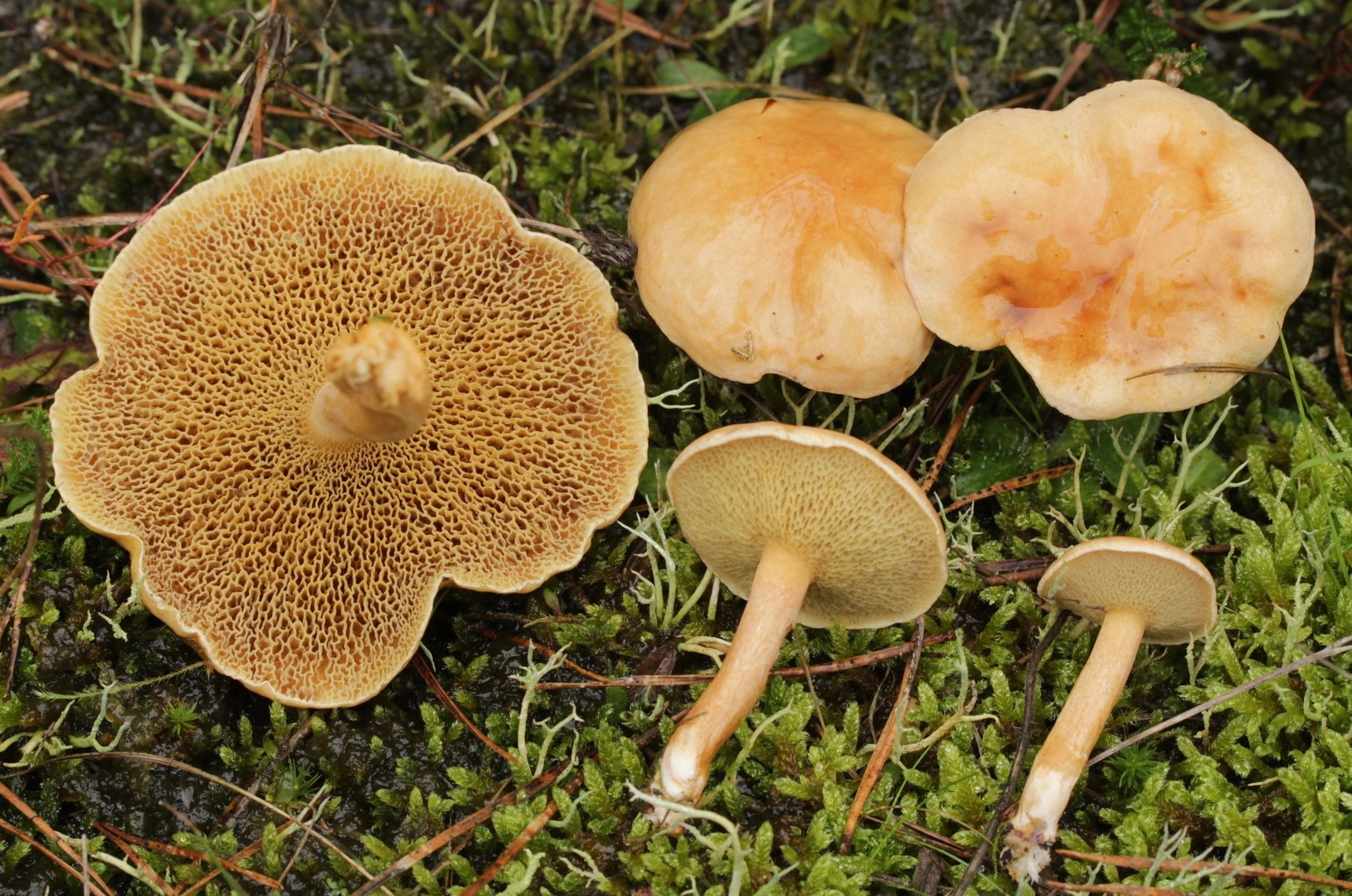

## Variétés et formes
- Suillus bovinus var. mitis, variété délicate, chapeau plutôt moyen, fauve, un peu carné, mais violacé assez vif, améthyste, lilacin, purpurin à l'approche de la marge, ou seulement avec quelques taches ; marge blanchâtre chez les jeunes. Tubes décurrents. Pores vite amples, pouvant prendre des tonalités rougeâtres à la jonction sur le stipe. Stipe jaunâtre à jaune au sommet, ailleurs concolore au chapeau et nettement teinté de rose violacé, lilacin, moins souvent violet-rouge (quart inférieur) ; souvent cespiteux, sous résineux (Pinus) et feuillus mêlés (Fagus, Castanea). Variété assez rare, plus petite que le type.

## Habitat et distribution

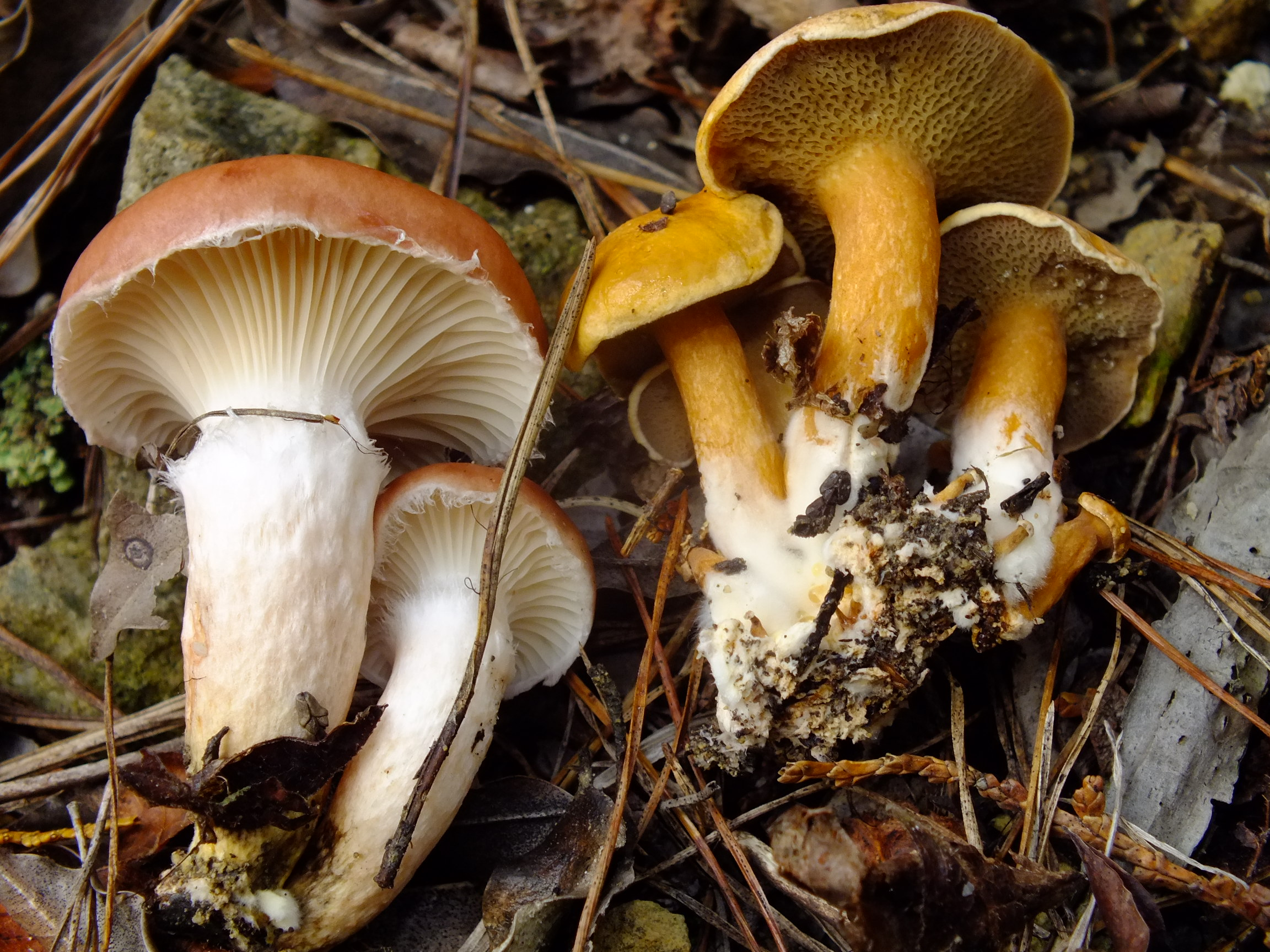
Gomphidius roseus poussant en compagnie de Suillus bovinus.

Il s'agit un champignon ectomycorhizien, poussant uniquement sous les pins. Il est très commun en Europe, poussant de juillet à novembre.
Il est parfois accompagné du Gomphide rose (Gomphidius roseus), qui parasite ses mycorhizes avec les pins alentour.
Ce taxon se rencontre dans les pays suivants : Afrique du Sud, Allemagne, Andorre, Autriche, Belgique, Corée du Sud, Danemark, Espagne, Estonie, Finlande, France, Irlande, Islande, Italie, Japon, Norvège, Pays-Bas, Pologne, Portugal, Royaume-Uni, Russie, Taïwan, République démocratique du Congo, Suisse, Suède, États-Unis, Île de Man.

## Comestibilité
Le Bolet des bouviers est un champignon comestible, mais très médiocre du fait de la flaccidité et l'insipidité de sa chair, d'où son nom péjoratif. Comme tous les bolets du genre Suillus, il est plus au moins laxatif selon la tolérance individuelle, la quantité consommée et le degré de maturité des spécimens consommés. Pour cela il est préconisé de ne cueillir que des jeunes spécimens, de retirer le pied fibreux, de peler la cuticule et de consommer une quantité modeste la première fois pour évaluer sa propre tolérance aux effets laxatifs. Il est consommé occasionnellement .

## Confusions possibles

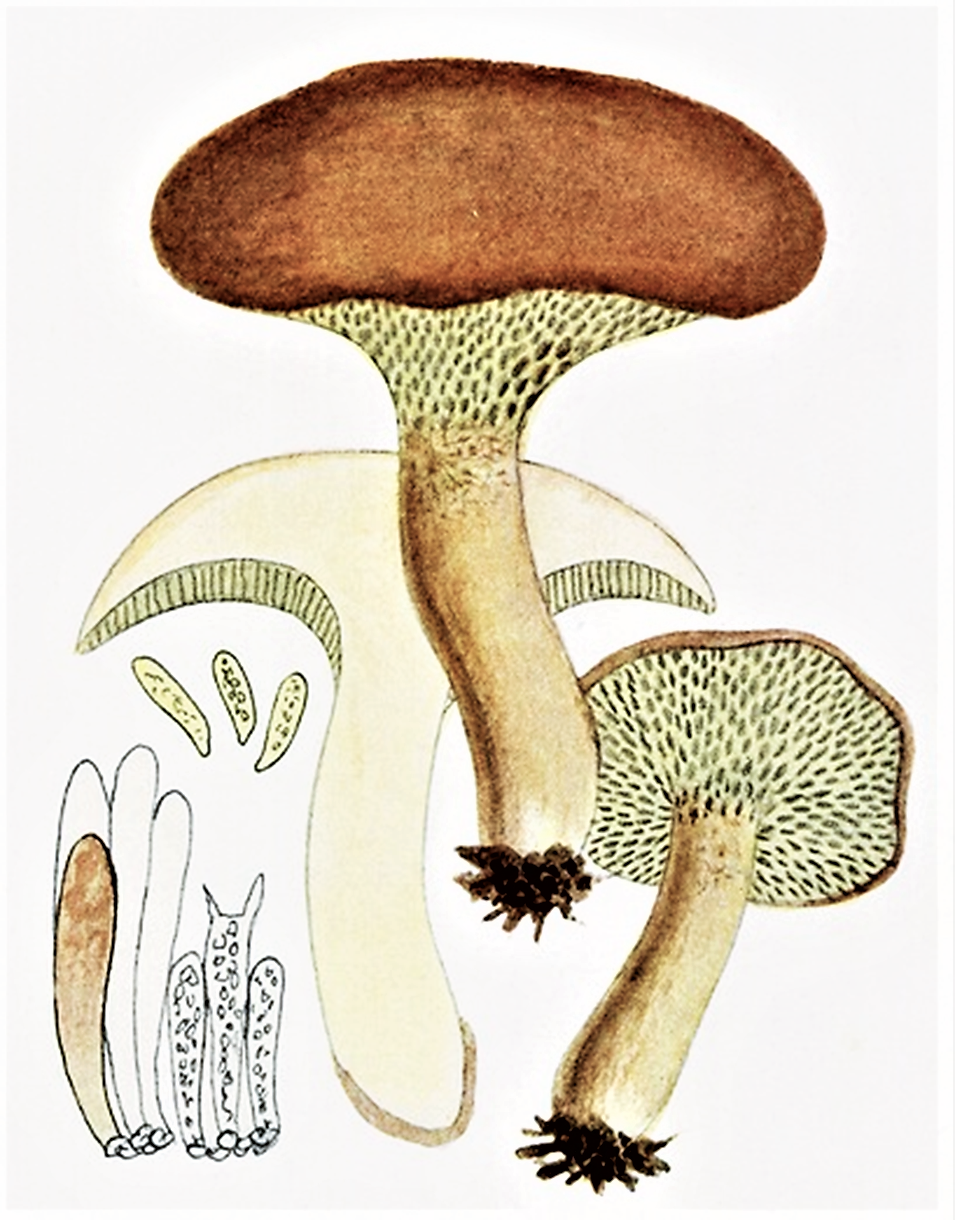
Illustration de Suillus bovinus par Giacomo Bresadola.

Le bolet des bouviers peut se confondre, sans grand danger, avec d'autres Suillus, souvent guère meilleurs. On notera sa couleur moutarde, l'absence de voile et d'anneau, la forme et la disposition caractéristiques des pores. On pourra le confondre avec les espèces suivantes :
- Le Bolet moucheté (Suillus variegatus) qui est généralement plus robuste et qui a des petits pores ronds. Comestible jeune, bien cuit.
- Le Bolet à pied creux (Suillus cavipes) qui a aussi de grands pores anguleux, mais qui a un anneau, un chapeau finement méchuleux et un pied creux. Sans intérêt alimentaire jeune, bien cuit.